# 7-я дивизия тяжёлой кавалерии (Первая империя)
7-я дивизия тяжёлой кавалерии (фр. 7e division de grosse cavalerie) — кавалерийская дивизия Франции периода наполеоновских войн.

## История дивизии
Дивизия образована Наполеоном 24 марта 1812 года из контингента союзных саксонских, польских и вестфальских частей. Придана 4-му корпусу резервной кавалерии Великой Армии.
Вплоть до Бородинского сражения дивизия в боях не участвовала. Полк Гар-дю-Кор так и не получил кирас и потому в Бородинском сражении надел для защиты скатки плащей через плечо. В этом сражении дивизия особо отличилась при взятии д. Семеновское (это событие отражено на картине Л. Шустера и панораме Рубо) и при штурме Курганной батареи. В ходе сражения саксонская бригада из 1030 чел. потеряла свыше 600 (в том числе 287 убитыми).
Была практически полностью уничтожена в ноябре 1812 года при отступлении из России.
При реорганизации Великой Армии в феврале 1813 года воссоздана не была.

## Командование дивизии

### Командиры дивизии
- дивизионный генерал Жан Лорж (24 марта 1812 – 6 февраля 1813)

### Начальники штаба дивизии
- лейтенант Кастель (1812) и.о.

## Подчинение и номер дивизии
- 7-я дивизия тяжёлой кавалерии 4-го корпуса резервной кавалерии Великой Армии (24 марта 1812 года).

## Организация дивизии
На 1 июля 1812 года:
- Иоганн фон Тильман1-я бригада (командир – генерал-лейтенант саксонской службы Иоганн фон Тильман)
  - Саксонский Кавалергардский полк (Гар-дю-Кор) (командир – полковник Август фон Лайзер)
  - Саксонский Кирасирский полк (командир – полковник Франц фон Трюцхлер)
  - 14-й польский кирасирский полк (командир – полковник Станислав Наленч-Малаховский)
- 2-я бригада (командир – бригадный генерал вестфальской службы Хельмут Лепель фон Грамбов)
  - 1-й вестфальский кирасирский полк (командир – полковник Георг фон Гильза)
  - 2-й вестфальский кирасирский полк (командир – полковник Карл фон Баштинеллер)
    - Всего: 18 эскадронов, около 3300 человек, 12 орудий[2].